# بنس بطرس

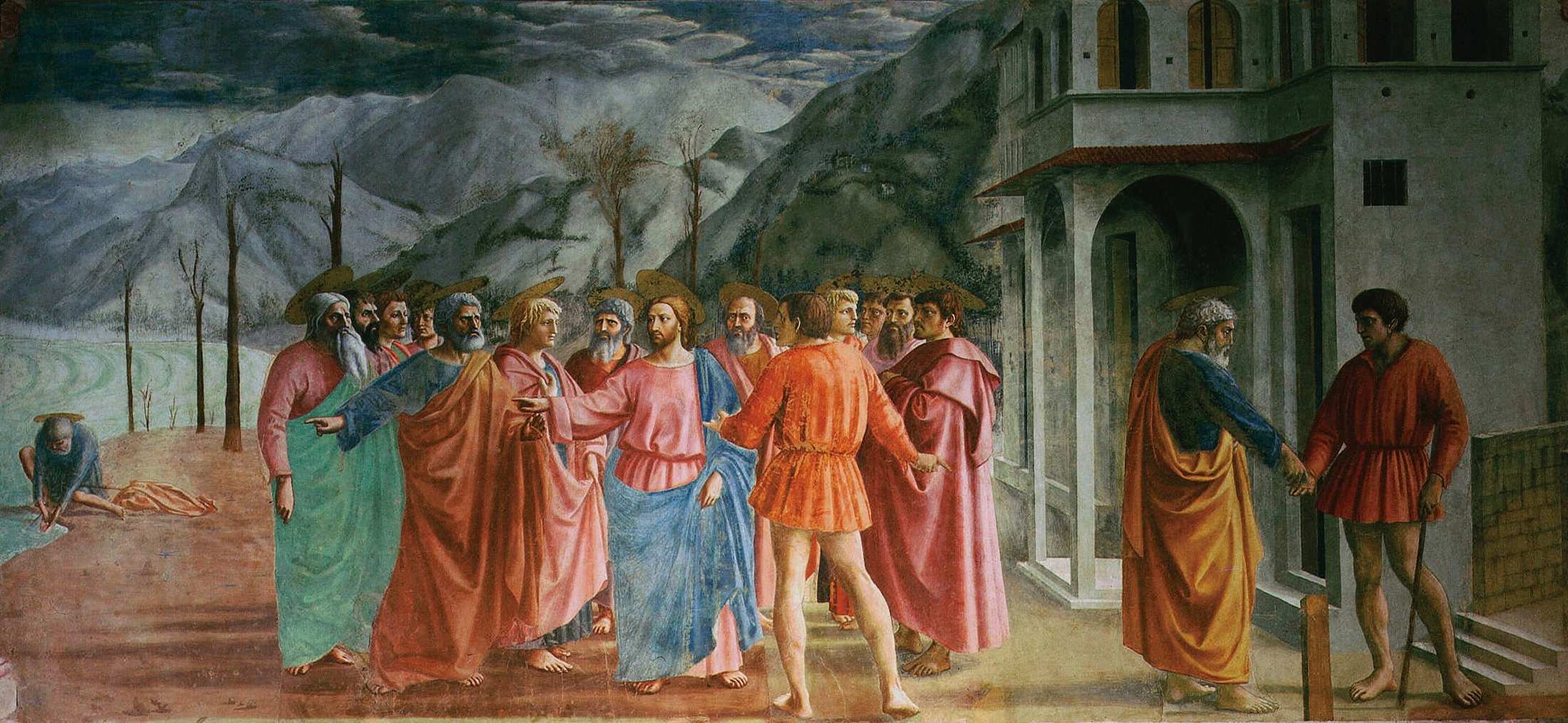

بنس بطرس هو مساهمات مالية ومادية إلى الكنيسة الرومانية الكاثوليكية بشكل طوعي. يعود تاريخ هذه المساهمات خلال حكم الساكسون في إنجلترا وفي بلدان أخرى. على الرغم من توقف إنجلترا رسميًا عن دفع بنس بطرس عقب تبنها المذهب البروتستانتي خلال عصر الإصلاح البروتستانتي، بقيت بعض العزب الإنجليزية حتى القرن التاسع عشر بدفع بنس بطرس.
في عام 1871، قام البابا بيوس التاسع بإعلان حق الأعضاء العلمانيين في الكنيسة - و «غيرهم من الأشخاص من ذوي الإرادة الصالحة» - بتقديم الدعم المالي إلى الكرسي الرسولي. في حين أن المساهمة العادية تذهب إلى الرعية المحلية أو الأبرشية، بنس بطرس يذهب مباشرة إلى روما. وتستعمل هذه الأموال التي يتم جمعها من قبل البابا لأغراض خيرية.
في الوقت الحاضر، يتم أخذ جمع بنس بطرس في كل عام في يوم الأحد الأقرب إلى 29 يونيو قبيل الاحتفال بعيد عيد القديسين بطرس وبولس. وفقًا لتقرير يعود لعام 2007، بلغت مجمل التبرعات إلى حوالي 79,837,843 مليون دولار أمريكي. في عام 2006 بلغت مجمل التبرعات حوالي 101,900,192 مليون دولار أمريكي. وكانت الولايات المتحدة أكبر الجهات المانحة، وشكلت حوالي 28% من مجموع التبرعات، تليها إيطاليا، وألمانيا، وإسبانيا، وفرنسا، وجمهورية أيرلندا، والبرازيل وكوريا الجنوبية. وفي عام 2008، بلغ مجموع التبرعات 75,800,000 مليون دولار أمريكي، وحوالي 82,529,417 مليون دولار أمريكي في عام 2009، وحوالي 67,704,416 مليون دولار أمريكي في عام 2010، وحوالي 69,711,722 مليون دولار أمريكي في عام 2011.